# Petit Homme (album)
Pour les articles homonymes, voir Petit Homme.
Albums de Renaud Hantson
 Briseur de cœurs  A·M·O·U·R
Petit homme est un album rock de Renaud Hantson, sorti en 1990.